# Buxheimer Orgelbuch

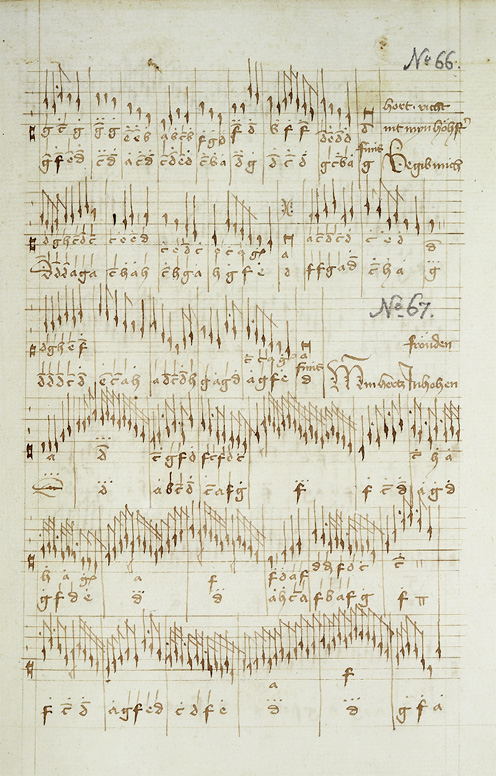
Buxheimer Orgelbuch, Cim. 352b, folio 169 recto.

Das Buxheimer Orgelbuch ist ein um 1460/1470 entstandener Codex mit 256 Originalkompositionen und Bearbeitungen für Tasteninstrumente für die Reichskartause Buxheim im heutigen Landkreis Unterallgäu. Dessen Stücke sind mehrheitlich anonym, einige stammen aber auch von bedeutenden Komponisten der Zeit (z. B. John Dunstable, Guillaume Du Fay, Gilles Binchois, Walter Frye, Conrad Paumann, Baumgartner).

## Aufbau des Buches
Neben Bearbeitungen von weltlichen Chansons, Tanzsätzen und Liedern enthält es etwa fünfzig Stücke geistlich-liturgischen Charakters und etwa dreißig Präludien, bei denen rhapsodisch-figurative und rein akkordische Teile abwechseln. Die Stücke sind teils zwei- und dreistimmig, aber auch Vierstimmigkeit ist anzutreffen.
Die Forschung ist sich noch uneins über Herkunft und Entstehung des Buxheimer Orgelbuchs, das keine Gebrauchsspuren aufweist und daher wohl als eine Abschrift zu Lehr- oder Repräsentationszwecken angesehen werden kann. Vermutlich stammt es von einem Schreiber aus dem süddeutschen Raum und gelangte über Nürnberg, München und Basel im 16. Jahrhundert in den Besitz der Reichskartause Buxheim bei Memmingen. Von dieser wurde es 1883 zur Auktion angeboten und befindet sich seitdem im Besitz der Bayerischen Staatsbibliothek in München. In der Literatur findet sich häufig eine Zuschreibung zu dem Kreis um Conrad Paumann. Dies würde bedeuten, dass die Handschrift aus München stammt, da Paumann von 1450 bis zu seinem Tod 1473 als baierischer Hoforganist in München wirkte. Von Paumann stammt das Orgellehrwerk Fundamentum Organisandi, das im Buxheimer Orgelbuch sowie im Lochamer-Liederbuch vollständig enthalten ist.
Die Tabulaturschrift des Buxheimer Orgelbuchs besteht aus einem Siebenliniensystem und Buchstaben, der sogenannten „älteren“ deutschen Orgeltabulatur.

## Editionen
- Das Buxheimer Orgelbuch. Beschreibung und Abdruck von Tonsätzen, in: Monatshefte für Musik-Geschichte, veröffentlicht als Beilage zum 19. und 20. Jg. 1887/1888 (Digitalisat)
- Das Buxheimer Orgelbuch, herausgegeben von Bertha Antonia Wallner, Bärenreiter, Kassel 1958–59, 3 vol. (1-105, 106-230, 231-256 und Fundamentum organisandi)
- Das Buxheimer Tabulaturbuch. 25 zwei- und dreistimmige Stücke für (fast) alle Melodieinstrumente oder Tasteninstrument in praktischer Spielpartitur, hrsg. von Martin Erhardt. Walhall, Magdeburg 2020 (EW 1110)